# Кубок мира по волейболу среди женщин 1995
7-й розыгрыш Кубка мира по волейболу среди женщин прошёл с 3 по 17 ноября 1995 года в восьми городах Японии с участием 12 национальных сборных команд. Обладателем Кубка в третий раз в своей истории (и в третий раз подряд) стала сборная Кубы.

## Команды-участницы
Япония — страна-организатор;
Нидерланды, Хорватия — по итогам чемпионата Европы 1995;
Китай, Южная Корея — по итогам чемпионата Азии 1995;
Куба, США — по итогам чемпионата Северной, Центральной Америки и Карибского бассейна 1995;
Бразилия, Перу — по итогам чемпионата Южной Америки 1995;
Кения — по итогам чемпионата Африки 1995;
Египет, Канада — по приглашению ФИВБ.

## Система проведения
12 команд-участниц розыгрыша Кубка мира провели однокруговой турнир, по результатам которого определены итоговые места.

## Результаты
| М  | Команда     | 1   | 2   | 3   | 4   | 5   | 6   | 7   | 8   | 9   | 10  | 11  | 12  | И  | В  | П  | С/П   | О  |
| -- | ----------- | --- | --- | --- | --- | --- | --- | --- | --- | --- | --- | --- | --- | -- | -- | -- | ----- | -- |
| 1  | Куба        |     | 3:0 | 3:0 | 3:2 | 3:1 | 3:0 | 3:0 | 3:0 | 3:0 | 3:0 | 3:0 | 3:0 | 11 | 11 | 0  | 33:3  | 22 |
| 2  | Бразилия    | 0:3 |     | 3:0 | 3:0 | 3:1 | 3:0 | 3:0 | 3:0 | 3:0 | 3:0 | 3:0 | 3:0 | 11 | 10 | 1  | 30:4  | 21 |
| 3  | Китай       | 0:3 | 0:3 |     | 3:2 | 3:1 | 3:2 | 0:3 | 3:0 | 3:0 | 3:0 | 3:0 | 3:0 | 11 | 8  | 3  | 24:14 | 19 |
| 4  | Хорватия    | 2:3 | 0:3 | 2:3 |     | 3:1 | 3:2 | 3:0 | 2:3 | 3:0 | 3:0 | 3:0 | 3:0 | 11 | 7  | 4  | 27:15 | 18 |
| 5  | Южная Корея | 1:3 | 1:3 | 1:3 | 1:3 |     | 3:0 | 3:1 | 2:3 | 3:0 | 3:0 | 3:0 | 3:0 | 11 | 6  | 5  | 24:16 | 17 |
| 6  | Япония      | 0:3 | 0:3 | 2:3 | 2:3 | 0:3 |     | 3:0 | 3:1 | 3:0 | 3:0 | 3:0 | 3:0 | 11 | 6  | 5  | 22:16 | 17 |
| 7  | США         | 0:3 | 0:3 | 3:0 | 0:3 | 1:3 | 0:3 |     | 3:0 | 3:2 | 3:1 | 3:0 | 3:0 | 11 | 6  | 5  | 19:18 | 17 |
| 8  | Нидерланды  | 0:3 | 0:3 | 0:3 | 3:2 | 3:2 | 1:3 | 0:3 |     | 3:0 | 3:0 | 3:0 | 3:0 | 11 | 6  | 5  | 19:19 | 17 |
| 9  | Канада      | 0:3 | 0:3 | 0:3 | 0:3 | 0:3 | 0:3 | 2:3 | 0:3 |     | 3:0 | 3:0 | 3:0 | 11 | 3  | 8  | 11:24 | 14 |
| 10 | Перу        | 0:3 | 0:3 | 0:3 | 0:3 | 0:3 | 0:3 | 1:3 | 0:3 | 0:3 |     | 3:0 | 3:0 | 11 | 2  | 9  | 7:27  | 13 |
| 11 | Кения       | 0:3 | 0:3 | 0:3 | 0:3 | 0:3 | 0:3 | 0:3 | 0:3 | 0:3 | 0:3 |     | 3:0 | 11 | 1  | 10 | 3:30  | 12 |
| 12 | Египет      | 0:3 | 0:3 | 0:3 | 0:3 | 0:3 | 0:3 | 0:3 | 0:3 | 0:3 | 0:3 | 0:3 |     | 11 | 0  | 11 | 0:33  | 11 |

3 ноября
Токио
Перу — Египет 3:0 (15:13, 15:10, 15:8); Китай — Нидерланды 3:0 (15:7, 16:14, 16:14); Япония — Канада 3:0 (15:8, 15:2, 15:3).
Мацумото
Куба — Кения 3:0 (15:4, 15:6, 15:2); Южная Корея — США 3:1 (10:15, 15:13, 15:12, 15:10); Бразилия — Хорватия 3:0 (15:8, 15:7, 15:1).
4 ноября
Токио
Китай — Египет 3:0 (15:6, 15:3, 15:1); Нидерланды — Канада 3:0 (15:11, 15:9, 15:10); Япония — Перу 3:0 (15:8, 15:7, 15:9).
Мацумото
Южная Корея — Кения 3:0 (15:5, 15:2, 15:3); Куба — Бразилия 3:0 (15:8, 15:13, 15:9); Хорватия — США 3:0 (16:14, 15:10, 15:13).
5 ноября
Токио
Нидерланды — Египет 3:0 (15:3, 15:2, 15:4); Канада — Перу 3:0 (15:12, 15:12, 15:10); Китай — Япония 3:2 (8:15, 11:15, 15:10, 15:4, 15:12).
Мацумото
Бразилия — Кения 3:0 (15:0, 15:6, 15:4); Куба — США 3:0 (15:6, 15:6, 15:8); Хорватия — Южная Корея 3:1 (13:15, 17:16, 15:12, 15:8).
7 ноября
Фукуока
Канада — Египет 3:0 (15:1, 15:3, 15:11); Китай — Перу 3:0 (15:6, 15:1, 15:1); Япония — Нидерланды 3:1 (15:10, 15:13, 8:15, 15:9).
Фукуи
Хорватия — Кения 3:0 (15:4, 15:2, 15:3); Бразилия — США 3:0 (15:6, 15:5, 18:16); Куба — Южная Корея 3:1 (10:15, 15:13, 15:9, 15:7).
8 ноября
Фукуока
Китай — Канада 3:0 (15:4, 15:9, 15:3); Нидерланды — Перу 3:0 (15:9, 15:3, 15:8); Япония — Египет 3:0 (15:1, 15:0, 15:1).
Фукуи
США — Кения 3:0 (15:2, 15:2, 15:8); Бразилия — Южная Корея 3:1 (15:12, 15:12, 14:16, 15:9); Куба — Хорватия 3:2 (11:15, 16:14, 10:15, 15:9, 15:7).
11 ноября
Нагоя
Южная Корея — Перу 3:0 (15:0, 15:3, 15:1); Куба — Египет 3:0 (15:2, 15:5, 15:9); Япония — Кения 3:0 (15:1, 15:3, 15:3).
Окадзаки
Китай — Хорватия 3:2 (7:15, 10:15, 15:9, 15:3, 15:9); США — Нидерланды 3:0 (16:14, 15:7, 15:6); Бразилия — Канада 3:0 (15:0, 15:5, 15:8).
12 ноября
Нагоя
США — Египет 3:0 (15:3, 15:2, 15:1); Куба — Канада 3:0 (15:6, 15:4, 15:10); Хорватия — Япония 3:2 (9:15, 15:5, 15:8, 5:15, 15:12).
Окадзаки
Китай — Южная Корея 3:1 (15:9, 15:3, 10:15, 15:6); Бразилия — Нидерланды 3:0 (15:6, 15:7, 15:8); Перу — Кения 3:0 (15:10, 15:4, 15:7).
13 ноября
Нагоя
Бразилия — Египет 3:0 (15:3, 15:2, 15:1); Куба — Нидерланды 3:0 (15:7, 15:7, 15:9); Южная Корея — Япония 3:0 (15:2, 15:8, 15:6)).
Окадзаки
США — Канада 3:2 (15:5, 15:4, 13:15, 7:15, 15:8); Китай — Кения 3:0 (15:2, 15:0, 15:3); Хорватия — Перу 3:0 (15:3, 15:4, 15:1).
15 ноября
Осака
Хорватия — Канада 3:0 (15:8, 15:5, 15:6); Южная Корея — Египет 3:0 (15:4, 15:5, 15:5); Япония — США 3:0 (15:11, 15:8, 15:8).
Кобе
Куба — Перу 3:0 (15:0, 15:7, 15:2); Бразилия — Китай 3:0 (15:6, 17:16, 15:9); Нидерланды — Кения 3:0 (15:1, 15:7, 15:0).
16 ноября
Осака
Куба — Китай 3:0 (15:11, 15:11, 15:5); Кения — Египет 3:0 (15:5, 15:4, 15:5); Бразилия — Япония 3:0 (15:7, 15:12, 15:5).
Кобе
Южная Корея — Канада 3:0 (15:4, 15:5, 15:6); Нидерланды — Хорватия 3:2 (15:4, 11:15, 15:9, 13:15, 15:12); США — Перу 3:1 (15:5, 14:16, 15:10, 15:7).
17 ноября
Осака
Нидерланды — Южная Корея 3:2 (6:15, 15:8, 15:11, 6:15, 15:9); Бразилия — Перу 3:0 (15:5, 15:2, 15:0); Куба — Япония 3:0 (15:11, 15:8, 15:12).
Кобе
Хорватия — Египет 3:0 (15:3, 15:1, 15:1); США — Китай 3:0 (15:9, 15:12, 15:11); Канада — Кения 3:0 (15:6, 15:1, 15:4).

## Итоги

### Положение команд

Женская сборная Кубы — обладатель Кубка мира 1995 года

| Куба           | 7. США        |
| Бразилия       | 8. Нидерланды |
| Китай          | 9. Канада     |
| 4. Хорватия    | 10. Перу      |
| 5. Южная Корея | 11. Кения     |
| 6. Япония      | 12. Египет    |

### Призёры
Куба: Марленис Коста Бланко, Мирея Луис Эрнандес, Лилия Искьердо Агирре, Идальмис Гато Мойя, Раиса О’Фаррилл Боланьос, Регла Белл Маккензи, Регла Торрес Эррера, Таисмари Агуэро Лейва, Ана Ибис Фернадес Валье, Магалис Карвахаль Ривера, Мирка Франсия Васконселос, Марта Санчес Сальфран. Главный тренер — Эухенио Хорхе Лафита.
  Бразилия: Фернанда Вентурини, Ана Беатрис Мозер, Ана Флавия Санглард, Ана Маргарида да Алварес (Ида), Илма Калдейра, Марсия Кунья, Элиа Рожерио ди Соуза (Фофао), Дениз Соуза, Вирна Диас, Лейла Баррос, Жанина Консейсао, Сандра Суруаги. Главный тренер — Бернардо Резенде (Бернардиньо).
  Китай: Лай Явэнь, Ли Янь, Цуй Юнмэй, Чжу Юньин, У Юнмэй, Ван И, Ци Хэ, Пань Вэньли, Ван Цзылин, Сунь Юэ, Дэн Ян, Инь Инь. Главный тренер — Лан Пин.

### Индивидуальные призы
MVP:  Мирея Луис Эрнандес
Лучшая нападающая:  Мирея Луис Эрнандес
Лучшая блокирующая:  Магалис Карвахаль Ривера
Лучшая на подаче:  Эллес Леферинк
Самая результативная:  Барбара Елич

### Олимпийская квалификация
Призёры розыгрыша Кубка мира (Куба, Бразилия, Китай) получили путёвки на Олимпийские игры 1996 года.